# 雪の美術館
雪の美術館（ゆきのびじゅつかん、英：Snow Crystals Museum）は、北海道旭川市の北海道伝統美術工芸村に存在した雪をテーマにした美術館。

## 歴史

### 開設

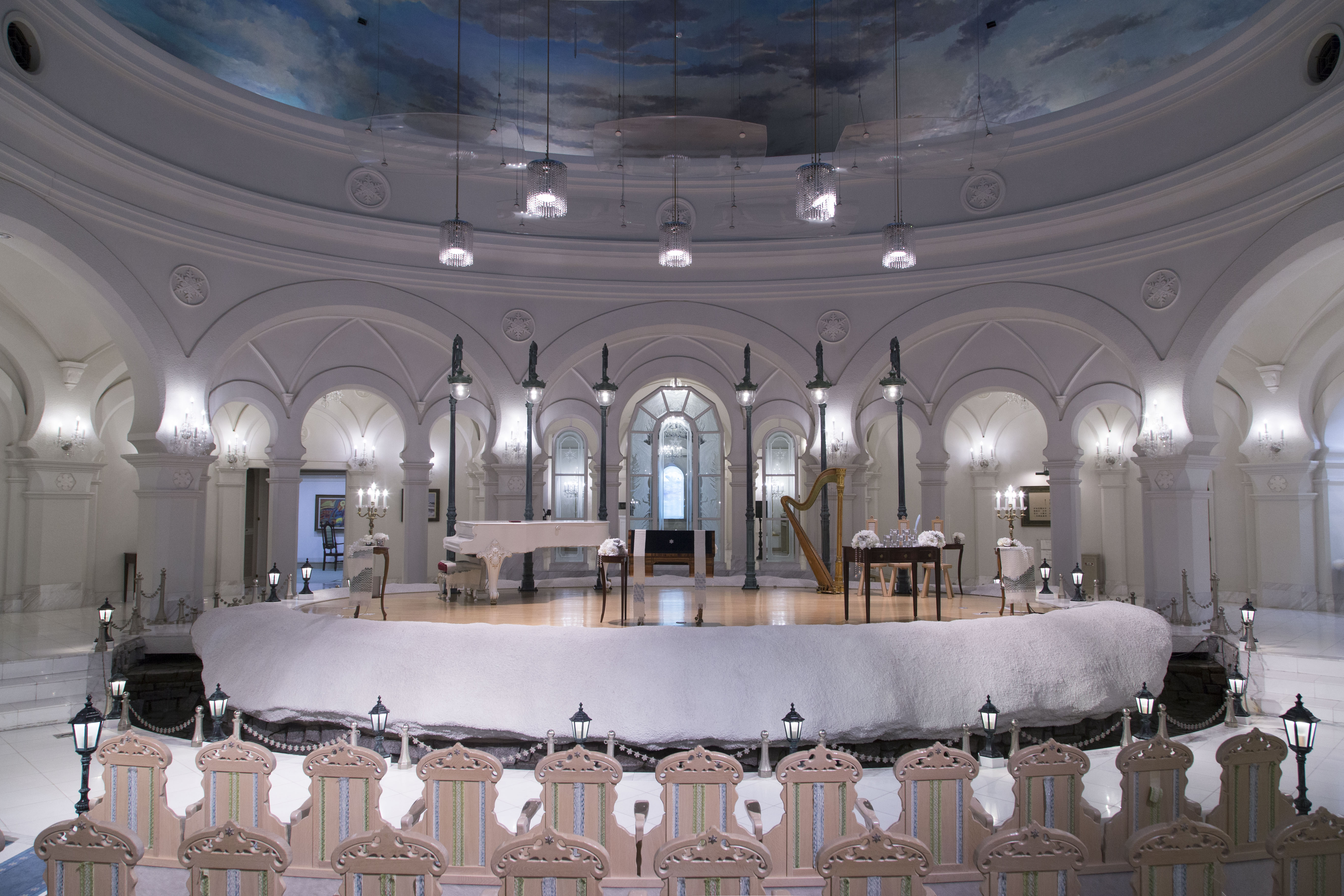
音楽堂

北海道大学の小林禎作が死去した際に研究資料として大雪山系の雪の結晶の写真が遺族から寄託されたことがきっかけ。1991年（平成3年）5月26日に開館。国際染織美術館、優佳良織工芸館とともに、北海道伝統美術工芸村の一部として運営されていた。
ビザンティン建築様式で作られた建物はカフェテラス、スノークリスタルルーム、螺旋階段、氷の回廊等に分けられる。館内の音楽堂は200席あり、各種の音楽イベント、および結婚式場として使用された。氷の回廊は二重ガラス構造でガラス面と回廊の間に空気の空間を設けることにより、結露防止が施されている。
旭川市中心部から、予約制の工芸村専用無料バスが運行されていた。また、3つの施設を自由に入退館できる三館共通券もあった。

### 経営譲渡
開館後、バブル崩壊の影響や、工芸村の前を通らず旭川市内へ直行できる高速道路が完成したことにより、観光客が減少した。2004年に競売にかけられたのち、2005年2月に民間企業が落札、雪の美術館を含む工芸村全体の経営を存続させた。
2014年（平成26年）には、旭川市内の婚礼業者「マリーブラッサム」に移管され、同社が施設を貸借し営業を継続した。またディズニー映画『アナと雪の女王』の大ヒットにより来場者の急増が見られた。
2016年12月12日、北海道伝統美術工芸村が旭川地方裁判所から破産開始決定を受けたが、優佳良織工芸館や国際染織美術館とは異なり、雪の美術館の運営は別法人が行っていたため営業が継続された。しかし、2020年（令和2年）には新型コロナウイルス感染症の流行に伴い経営が悪化し、6月末をもってマリーブラッサムが撤退して閉館を迎えた。

### 施設売却
その後は旭川市の「エーコー財団」が本施設を含む工芸村3施設の取得交渉を行っていたが、2020年7月末には取得を断念し、施設取得に関心を示す他の事業者も無い事から、施設存続に向けた動きは白紙化されたと報じられた。
2021年8月18日、ツルハホールディングスなど3企業が雪の美術館、優佳良織工芸館、国際染織美術館の3施設を共同取得することになった。

## 館内
- エントランス - 中央に優佳良織タペストリー「雪の紋章」を展示。
- 螺旋階段
- 氷の回廊 - 地下水を霧状に吹き付けて凍らせた高さ6m・幅62mの氷の造形を展示。
- スノークリスタルミュージアム - 顕微鏡撮影した雪の結晶の写真約200枚を展示。
- 音楽堂 - 春浅い残雪の丘に雪解け水がせせらぎを奏でる光景をイメージした約200席のホール。
  - 天井画「北の空」 - 松尾隆司・中村幸男・杉本勝義・楓久雄・富田潤・加藤公英・伊藤浩二の合作による幅1m長さ9.5mのキャンバス77枚を貼り付けた28000号サイズの油彩画。
- 雪の結晶美術館 - 小林禎作の学術資料を映像やパネルで展示する。
- 資料室
- モニター - 旭岳天女ヶ原周辺の冬の風景の映像を上映する。
- シアタールーム - 大雪山の四季を描いた映像を上映する。
- 絵本コーナー
- ミュージアムショップ
- カフェレストラン